# جدار فاصل

Separation barriers in the world, constructed or under construction.

جدار فاصل هو الجدار أو السياج الذي شُيِّد للحد من حركة الناس أو منعهم عبور خط معين أو حدود معينة.

## مقالات ذات صلة
- قائمة الجدران
- الجدار الإسرائيلي في الأراضي الفلسطينية المحتلة